# پایگاه هوایی تیاس
پایگاه هوایی تیاس (به عربی: قاعدة التیاس الجویة العسکریة یا مطار طیاس العسکری) همچنین معروف به تی فور (T-4) است. پایگاهی هوایی زیر نظر نیروی هوایی سوریه است. در نزدیکی روستای تیاس حدود ۶۰ کیلومتر شرق شهر پالمیرا در استان حمص واقع شده‌است. فرودگاه ۵۴ آشیانهٔ هواپیما (شیلتر)، یک باند اصلی و دو باند فرعی دارد و طول هرکدام حدود ۳ کیلومتر است. این فرودگاه بزرگترین فرودگاه در سوریه است و بعد از آن فرودگاه الضمیر واقع در شهر الضمیر است.